# Portsoy
Portsoy (gälisch: Port Saoidh) ist ein Dorf in der schottischen Council Area Aberdeenshire in der traditionellen Grafschaft Banffshire. Es liegt etwa zehn Kilometer westlich von Banff und 15 km östlich von Buckie am Moray Firth. Im Jahre 2011 verzeichnete Portsoy 1752 Einwohner. Nahe der Ortschaft befindet sich das Findlater Castle aus dem Jahre 1455.

## Geschichte
Hafenanlagen wurden errichtet, um den lokalen Portsoy-Marmor zu verschiffen. Bei diesem handelt es sich jedoch nicht um Marmor, sondern ein Mineral aus der Serpentingruppe, das unter anderem Ludwig XIV. nach Frankreich importieren und in Schloss Versailles verbauen ließ. Zwischen 1825 und 1828 wurde ein neuer Hafen errichtet, der jedoch in einem Januarsturm im Jahre 1839 zerstört wurde. 1884 wurde er instand gesetzt, um Raum für die florierende Heringsfischerei zu schaffen. Portsoy ist außerdem Standort der 1875 gegründeten Whiskybrennerei Glenglassaugh und liegt an der Grenze der bedeutenden Whiskyregion Speyside. Die Brennerei hat eine Produktion von 1.100.000 Litern Whisky jährlich.

## Verkehr
Die A98, die Fraserburgh mit Fochabers verbindet, durchquert Portsoy und schließt es an das Fernstraßennetz an. Ein Anschluss an das Eisenbahnnetz bestand seit dem Jahre 1859, der Bahnhof wurde jedoch aufgelassen.

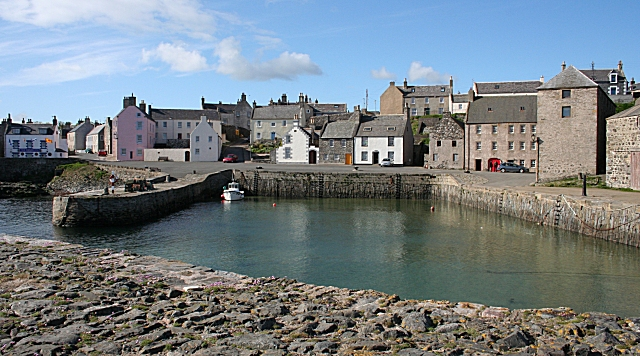
Alter Hafen
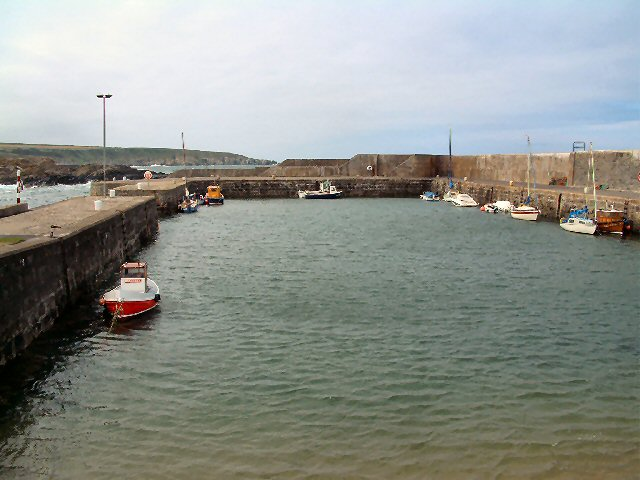
Neuer Hafen
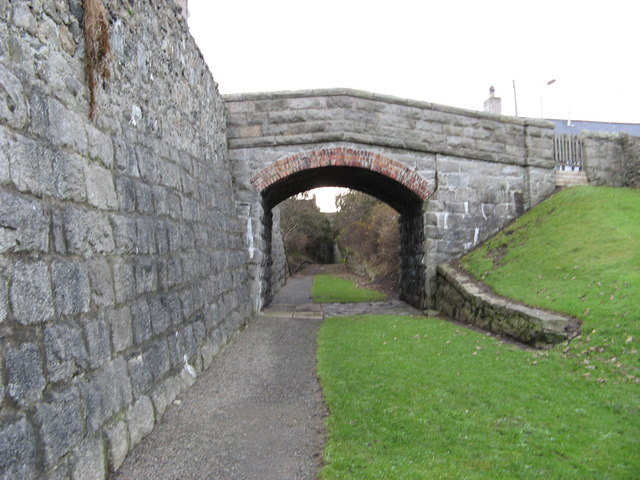
Ehemalige Eisenbahntrasse
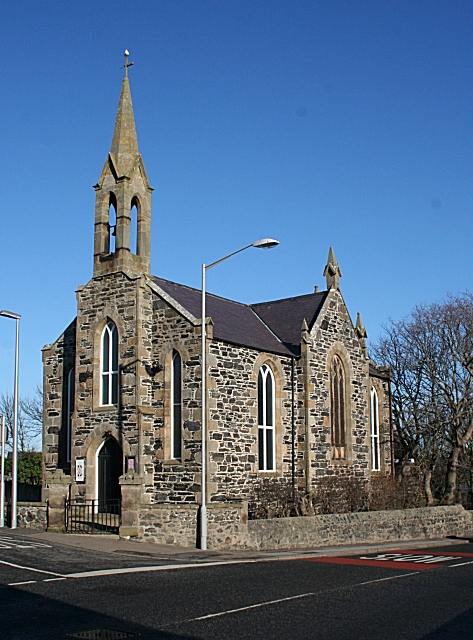
Die St John’s Episcopal Church aus dem Jahre 1840